# 2005-06 汽车大奖赛中国站
2005-2006赛季A1GP汽车大奖赛中国站比赛于2006年3月31日－4月2日在上海国际赛车场举行。最後由捷克代表队以59分23秒25的成绩夺得冠军。